# Dubbel Vijf
Dubbel Vijf is een volksverhaal uit China.

## Het verhaal
Tijdens de tijd van de Strijdende Staten (5e tot 3e eeuw v.Chr.) lag de grote staat Shu aan weerszijden van de Lange Rivier (Yangzi). Qu Yuan is een trouwe minister, hij is zeer geliefd. Koning Ping en de koningin eten, drinken en vieren feest. Ze brengen geen rust en vrede en volgen de raad van Qu Yuan niet op. In het noordwesten ligt de staat Qin en deze staat wil Chu annexeren. Koning Ping wordt naar Qin gelokt en hij wordt gedwongen de steden over te dragen. Hij sterft van ergernis in Qin. Qu Yuan schrijft een brief naar de opvolger van de koning, hij stelt voor rust en vrede in het land te brengen. Ook het nieuwe hof schenkt geen aandacht aan trouwe ambtenaren en Qu Yuan wordt zelfs ontslagen. Hij wordt verbannen van het hof en zwerft langs de rivier de Miluo.
Qu Yuan is verdrietig, het hof is verblind en verraders zijn aan de macht. Hij maakt droeve liederen. Een oude visser nodigt hem uit en ze eten vissoep. Hij vertelt dat het gewone volk wel weet wie trouw is en wie vals is aan het hof. Qu Yuan blijft bij deze man wonen en wacht op een oproep van het hof. Het aantal vluchtelingen uit het noorden groeit en slechte berichten grijpen hem aan. De hoofdstad wordt door het leger van Qin veroverd en Qu Yuan eet en drinkt niet meer. Hij reciteert de beroemde Negen Liederen en in de ochtend van de vijfde dag van de Vijfde Maand verdrinkt Qu Yuan zichzelf in het heldere water van de Miluo. De oude visser ziet hoe Qu Yuan in het water springt en roept dat Zijne Excellentie Qu in het water gesprongen is. 
De dorpsgenoten en vluchtelingen komen kijken en huilen en schreeuwen. Ze duiken in het water en stroomafwaarts worden zeven maal zeven is negenenveertig muren van mensen in het water gemaakt. Er verdrinken vele mensen en de oude visser gooit kleefrijstnoedels die hij voor Qu Yuan had gemaakt in de rivier. De mensen plukken boombladeren en kruiden en werpen deze in het water. Ze hopen dat deze het lijk van Qu Yuan beschermen tegen vissen, kikkers en giftige insecten. Een arts haalt zwavelwijn en giet dit in de rivier, hij wil de vissen verdoven. Er komt een verdoofde draak bovendrijven, met de lap uit de mantel van Qu Yuan in zijn bek. De draak wordt gevild en van zijn pezen ontdaan. 
Het lijk van Qu Yuan wordt gevonden, het is omhuld door de bladeren van de verschillende planten. Er zijn veel giftige bij zoals het katteoog en de drakedoder. Alleen de katteoog die geplukt wordt op de dag van Dubbel Vijf is zonder gif, alhoewel de plant door alle seizoenen door giftig blijkt. De plant geplukt op Dubbel Vijf is gestoomd en gedroogd een basis voor thee die tegen koorts en vergiftiging werkt. Omdat Qu Yuan op deze dag is verdronken, is er een feestdag ingesteld. De vijfde dag van de Vijfde maand wordt ook wel wu-dag genoemd, daarom spreekt met ook wel van het Duanwu-feest of het Duanyang-feest. 
Op de vooravond van Dubbel Vijf doen de mensen koorden uit draden van vijf verschillende kleuren om de enkels, polsen en de hals van kleine kinderen. Het zijn de drakepezen, symbool voor de bestraffing van de giftige draak. Het dient ook om giftige insecten te verdrijven en kleine kinderen te beschermen. Er wordt gezegd dat de draden in kleine slangen kunnen veranderen als ze op de Zesde dag van de Zesde Maand worden afgeknipt en in het water worden gegooid. Er worden zakjes gemaakt van bonte stof en hier worden welriekende bladeren in gedaan. Ze worden op de borst van kinderen gehangen als symbool dat de ziel van Qu Yuan honderden geslachten lang haar geur zal verspreiden. 

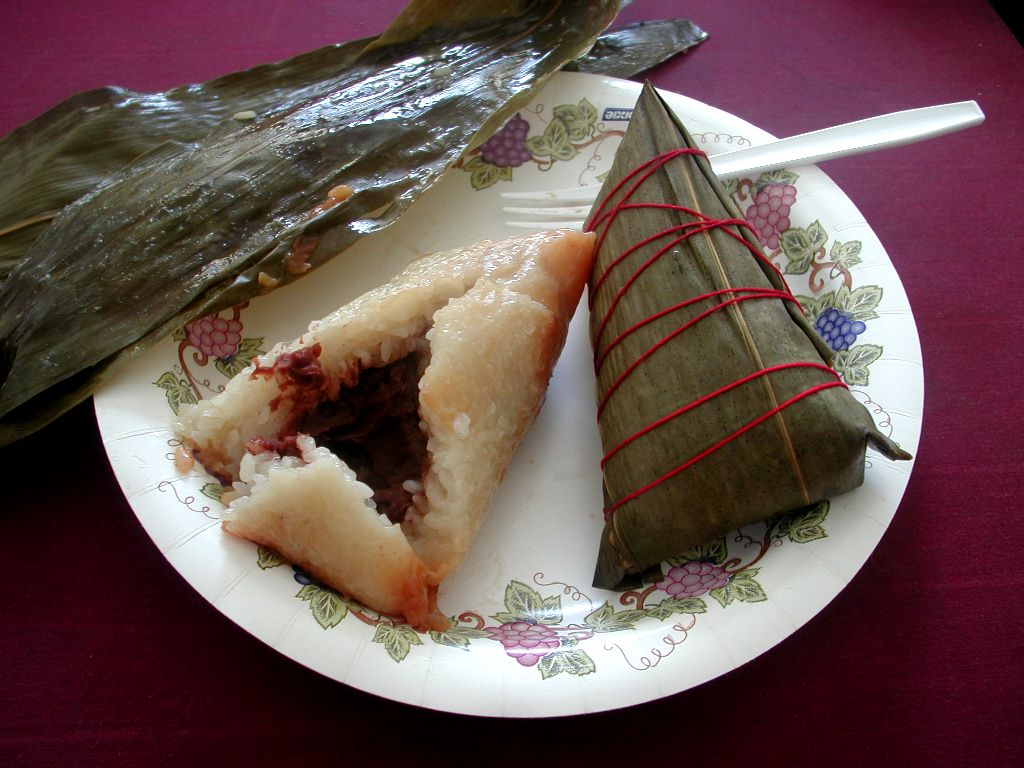
Zongzi wordt gegeten op Dubbel Vijf

Op de ochtend van Dubbel Vijf wast men het gezicht in water waarin verschillende soorten bladeren zijn gekookt, kleine kinderen worden scherp van gehoor en gezicht. Ze worden behoed voor oogziekten. In de streken rond de rivier gaan gezinnen baden in de rivier en bij het ontbijt eet men eieren, symbool voor drakeneieren. Men drinkt zwavelwijn en het verhaal wordt verteld. In het zuiden van het land worden kleefrijstnoedels gegeten en er worden drakenbootwedstrijden gehouden. Ze zijn een herinnering aan Qu Yuan en de mensen die in de rivier zijn verdronken tijdens het dreggen naar zijn lijk.

## Achtergronden
- Dubbel Vijf betekent de vijfde dag van de Vijfde Maand, bij de Chinese kalender begint een nieuwe maand op de dag van een astrologische nieuwe maan.